# Tal der Skorpione
Tal der Skorpione ist ein deutscher Film des Regisseurs Patrick Roy Beckert aus dem Jahr 2019. Die Premiere erfolgte am 20. Juni 2019.

## Handlung
Der Polizist Leon erwacht nach einem missglückten Einsatz in einem abgelegenen Wald. Hier trifft er auf weitere Männer, die sich fragen, was hier gespielt wird. Einzelpersonen und Gruppen werden von anderen gejagt, erschießen sich gegenseitig und morden, um zu entkommen.
Die Brüder Ribbeck planen mit dem XX-Chromosom als dominierendem menschlichem Gen einen unbesiegbaren Übermenschen zu erschaffen.
Dazu haben sie sich das diabolische Auswahlverfahren ausgedacht. Es werden mehrere Großkriminelle in den Breakdown Forest geschickt, wo sich diese, um zu überleben, gegenseitig umbringen müssen. Finanziert wird die ganze Aktion durch einen Billionär, der das Schauspiel aus sicherer Entfernung beobachtet. Der letzte und damit stärkste Überlebende soll schließlich zur Züchtung herhalten.

## Produktion
Der Filmproduktion begann bereits 2014 unter dem Arbeitstitel Breakdown Forrest – Reise in den Abgrund.

## Rezeption
Der Film wurde vom Publikum und der Presse meist negativ bewertet.
Die Internetseite filmstarts.de bezeichnete den Film als „mangelhaft und hirnlos“ und „nicht mal schlecht genug, um zum kultigen Trash zu werden“.
epd Film schrieb, die Ankündigung eines zweiten Teils klinge wie eine Drohung, man bewundere aber den Enthusiasmus der Beteiligten.
TV Spielfilm nannte den Film „amateurhaft“.